# Alberto Rizzotti
Alberto Rizzotti (San Pietro in Cariano, 3 maggio 1912 – Verona, 22 agosto 2014) è stato un editore, agronomo e giornalista italiano.
Per sessant'anni contribuì al progresso dell'agricoltura italiana attraverso l'informazione. Fu fondatore della rivista tecnico scientifica L'Informatore Agrario.

## Biografia
Ha fondato nel 1945 la casa editrice Edizioni L'Informatore Agrario, con il fine di fornire, attraverso le sue riviste, informazioni agli agricoltori professionisti su tutti i comparti relativi all'agricoltura. Era dotato di forte temperamento e il suo obiettivo principale era quello di curare gli interessi dei lettori.

### L'età giovanile
Si è diplomato alla Scuola enologica di Conegliano e si è laureato in Scienze Agrarie presso l'Università di Bologna nel novembre del 1936 e successivamente ha conseguito la qualifica di agronomo.

### L'età adulta
Fonda e ricopre la carica di direttore de L'Informatore Agrario dal 1945, anno di fondazione fino al 1974. Nel 1961 diventa giornalista professionista. Nel 1966 gli viene conferita una carica importante: è nominato membro effettivo dell’Accademia di agricoltura, scienze e lettere di Verona. Fonda e dirige il mensile Vita in Campagna dal 1983, fino al 2008.

## I primi anni de L'Informatore Agrario
Nell'ottobre del 1945 la guerra è appena finita, Verona è piena di macerie. In questo periodo di grande smarrimento, in cui la gente ha bisogno di chiarezza, per cercare di risollevare l'agricoltura Alberto Rizzotti decide di pubblicare un bollettino mensile di agricoltura. Esce quindi il primo numero de L'Informatore Agrario, rivista per agricoltori professionisti, e subito un signore desidera abbonarsi. Un aspetto fondamentale della rivista, che è uno dei punti fermi a cui Alberto Rizzotti tiene maggiormente, riguarda l'obiettività dei testi redazionali, che non dovranno essere influenzati dalla politica o dalla pubblicità, ma dovranno sempre curare gli interessi dei lettori. Dopo il primo anno di vita, L'Informatore Agrario chiude con un passivo di circa 24.000 lire. Il bilancio sembra fallimentare, ma Alberto Rizzotti ritiene che non sia così: 625 abbonati sono un buon numero. Nonostante la concorrenza a livello nazionale de “Il coltivatore Veronese” e “L'eco dei Campi”, Alberto Rizzotti e i suoi collaboratori sono decisi a continuare. Nel 1946 la rivista esce a cadenza quindicinale

### Gli anni successivi e il successo
A partire dal 1952 L'informatore Agrario diventa settimanale e nell'arco di 15-20 anni la rivista si posiziona al primo posto in Italia per il numero di abbonati. L'Intuizione fondamentale avuta da Alberto Rizzotti fu quella di trattare le notizie non in modo teorico, ma in modo tecnico-pratico, cercando di capire quelli che sono i più vivi interessi dei lettori, che sono tecnici agricoli e agricoltori professionisti. Per far fronte a una spietata concorrenza escono quindi le prime Guide pratiche, come per esempio quella sui trattamenti antiparassitari, la prima edizione esce negli anni '50, che avrà altre otto edizioni. Usciranno poi le guide su trattamenti diserbanti, la guida dedicata alla campagna granaria, quella dedicata alla coltivazione dei mais ibridi, all'allevamento del vitello, all'alimentazione del bestiame e all'irrigazione a pioggia. Nel 1955 i collaboratori sono oltre cento e raddoppiano nel 1956. Venne inoltre pubblicata la serie speciale riguardante i cereali. Un passaggio fondamentale fu costituito dalla piena collaborazione della sperimentazione ufficiale riguardante i cereali, che si estese successivamente agli altri settori dell'agricoltura. L'Informatore Agrario è oggi il settimanale agricolo indipendente italiano di riferimento.

### I giorni nostri
Attraverso L'Informatore Agrario, Alberto Rizzotti ha dato un contributo importante al progresso dell'agricoltura italiana coinvolgendo sempre la scienza ufficiale e i migliori specialisti nelle varie discipline. Oggi, la sua visione di divulgatore è portata avanti dalla figlia Elena Rizzotti, dai nipoti Alberto e Umberto Caroleo e dai manager e giornalisti della casa editrice: il progressivo avanzare della tecnologia, gli eventi sul territorio, la formazione sono da sempre considerati ulteriori vettori al fianco della rivista per veicolare sapere, innovazione e progresso a disposizione di chi fa impresa agricola e non solo.

## Le altre riviste della Casa Editrice fondata da Alberto Rizzotti
Il lavoro di Alberto Rizzotti non si limita a L'Informatore Agrario. Egli intende dare informazioni ai suoi lettori, anche su altri ambiti. Nel 1983 viene fondata la rivista “Vita in Campagna” rivista mensile per agricoltori hobbisti.
Nel 2004 viene fondata la rivista “Mad – Macchine Agricole Domani” rivista mensile che affronta temi riguardanti la meccanica agraria.
La casa editrice pubblica anche libri non esclusivamente rivolti ai professionisti e tecnici del settore agricolo ma anche ai meno esperti su argomenti specifici con l'obiettivo principale di fornire indicazioni tecnico-pratiche per “imparare a fare”.

## I riconoscimenti
Il suo lavoro non si limita solo all'attività editoriale e all'attività di scrittura. Alberto Rizzotti, infatti, ha gestito un'azienda agricola che ha preso il nome di "Azienda agricola dimostrativa de L'Informatore Agrario" dove era presente un vigneto, ma anche un allevamento di manze turnato con il sistema di recinzione elettrica, che negli anni Sessanta rappresentava un'assoluta innovazione. Si attivò anche per eseguire opere di sistemazione idraulica e di riordino produttivo. Grazie a questo vinse diversi premi nazionali nel 1962 e nel 1963 e nel 1966 viene nominato membro effettivo dell'Accademia di Agricoltura, scienze e lettere di Verona. Alberto Rizzotti muore nella sua casa di Verona all'età di 102 anni, dopo aver speso una vita per la diffusione della buona tecnica su tutti i reparti dell'agricoltura, per rispondere alle domande pratiche dei lavoratori e degli agricoltori part-time.

## La biblioteca "Alberto Rizzotti"
All'interno della case editrice Edizioni L'Informatore Agrario è presente la biblioteca “Alberto Rizzotti”. Il progetto è partito nel 2013, per volere della figlia Elena Rizzotti e sono stati catalogati tutti i volumi (oltre 20.000). Un lavoro che ha richiesto 4 anni di laborioso impegno. Sono presenti volumi, riviste, fascicoli riguardanti tutto il mondo dell'agricoltura, dalla zootecnia, all'allevamento, alle macchine agricole. Nella biblioteca vengono raccolte numerose opere ottocentesche, ma la maggior parte delle opere vanno dal 1950 al 2000. In alcuni libri sono presenti gli appunti che Alberto Rizzotti prendeva in maniera puntuale. Consultando il sito internet dell'archivio bibliotecario veronese (http://abv.comune.verona.it/) è possibile identificare la collocazione dei libri, mediante una ricerca per titolo, autore e argomento. Essa è inserita nel sistema bibliotecario del comune di Verona e partecipa al catalogo collettivo. Sono presenti anche testi in lingua straniera per poter offrire un servizio di consultazione in sede il più completo possibile e un servizio di ricerca bibliografica. Il materiale pregresso e le nuove acquisizioni sono state tutte organizzate con un lungo lavoro di catalogazione. 